# Xander Bailey
Xander Bailey ist ein US-amerikanischer Theater- und Filmschauspieler, Drehbuchautor, Filmproduzent, Filmregisseur, Synchronsprecher und Autor.

## Leben
Bailey wirkte zwischen 1999 und 2000 in den Bühnenstücken Natural’s In It, Your Place or Mine? und Are You Listening am Broadway in New York City mit. 2005 folgte die Rolle des Polo Pope im Stück A Hatful of Rain in Los Angeles. Ein Jahr zuvor debütierte er in einer Nebenrolle im Film Lost Reality. 2005 war er in vier Episoden der Fernsehserie Passions in der Rolle des Edmund Sinclair zu sehen, in der zuvor 2004 sein Vater, David Bailey, mitgespielt hat. 2006 hatte er eine Episodenrolle in der Fernsehserie Reich und Schön inne. In den nächsten Jahren folgten Besetzungen in einer Reihe von Kurzfilmen. Für seine Leistungen im Kurzfilm My Father’s Son wurde er 2010 auf dem Filmfestival Long Island Film Expo als bester Schauspieler in einem Kurzfilm ausgezeichnet. Im selben Jahr gewann er den Best Actor Award des NYC Picture Start Festival ebenfalls für My Father’s Son.
Von 2007 bis 2009 war er die Stimme der Sendereihe TGIF der ABC und sprach mehrere Werbespots ein. Außerdem lieh er 2008 im Videospiel The Rise of the Argonauts mehreren Charakteren seine Stimme. 2011 und 2012 war er jeweils in einer Episode der Fernsehserie America’s Most Wanted zu sehen. 2013 verfasste er das Drehbuch für Fitz and Slade und war außerdem für die Produktion zuständig. 2016 schrieb er das Drehbuch für Misfortune, in dem er zudem eine Charakterrolle übernahm. Für den Kurzfilm June Gloom 2018 war er für die Produktion und die Regie zuständig. 2019 erschien sein Roman The Gargouille. Nach Episodenrollen in den Fernsehserien Henry Danger im Jahr 2019 und Wild West Chronicles im Jahr 2020 war er im selben Jahr in der Rolle des Professor Loren im Katastrophenfilm Apocalypse of Ice – Die letzte Zuflucht zu sehen.

## Filmografie (Auswahl)

### Schauspiel
- 2004: Lost Reality
- 2005: Passions (Fernsehserie, 4 Episoden)
- 2006: Reich und Schön (The Bold and the Beautiful) (Fernsehserie, Episode 1x4842)
- 2009: Thy Will Be Done (Kurzfilm)
- 2010: My Father’s Son (Kurzfilm)
- 2010: Good Friday (Kurzfilm)
- 2011: Incarnate (Kurzfilm)
- 2011: From Rags to Reuben (Fernsehfilm)
- 2011: Neighbros (Fernsehfilm)
- 2011: For the Love of Jesus (Kurzfilm)
- 2011–2012: America’s Most Wanted (Fernsehshow, 2 Episoden)
- 2012: With Strangers (Kurzfilm)
- 2013: Fitz and Slade (Fernsehfilm)
- 2013: Closure (Kurzfilm)
- 2013: The Angry Baby Monkey Show (Mini-Serie, 3 Episoden)
- 2013: Vespers (Kurzfilm)
- 2013: Four Chaplains (Kurzfilm)
- 2014: Someone Better (Kurzfilm)
- 2014: Edward
- 2014: Dream of a Lullaby (Kurzfilm)
- 2016: Superbug (Kurzfilm)
- 2016: Pull Away (Kurzfilm)
- 2016: Misfortune
- 2016: Tumbleweed (Kurzfilm)
- 2016: 2 Much 4 Words
- 2017: On The Concrete (Kurzfilm)
- 2017: Sandy (Kurzfilm)
- 2019: Underdog
- 2019: Henry Danger (Fernsehserie, Episode 5x18)
- 2020: My love is Aisulu
- 2020: Wild West Chronicles (Fernsehserie, Episode 1x14)
- 2020: Apocalypse of Ice – Die letzte Zuflucht (Apocalypse of Ice)
- 2020: Beckman
- 2020: Luciano (Kurzfilm)
- 2021: One and the Same
- 2021: Newton’s Cradle (Fernsehserie, 2 Episoden)
- 2021: Tales of a 5th Grade Robin Hood
- 2022: Family Massacre (Fernsehdokuserie, 2 Episoden, verschiedene Rollen)
- 2022: Framed by My Sister (Fernsehfilm)
- 2022: Eddie & Sunny
- 2022: Titanic 666
- 2022: Cowboy Currency (Kurzfilm)
- 2022: Bullet Train Down
- 2022: Shark Waters
- 2022: Afterlife of Memory (Kurzfilm)
- 2022: The Call (Kurzfilm)
- 2022–2023: Dhar Mann (Miniserie, 2 Episoden, verschiedene Rollen)
- 2023: The Party
- 2023: Ape vs. Mecha Ape
- 2023: Stay (Miniserie)

### Drehbuch
- 2013: Fitz and Slade (Fernsehfilm)
- 2016: Misfortune

### Produktion
- 2013: Fitz and Slade (Fernsehfilm)
- 2018: June Gloom (Kurzfilm, auch Regie)

## Synchronisation
- 2008: The Rise of the Argonauts (Videospiel)

## Theater (Auswahl)
- 1999–2000: Natural’s In It
- 1999–2000: Your Place or Mine
- 1999–2000: Are You Listening
- 2005: A Hatful of Rain

## Werke
- The Gargouille. Whisky River Books, 2019, ISBN 978-0-578-52457-3[3]